# Sky Max
Sky Max é um canal britânico de televisão paga lançado em 1 de setembro de 2021 junto ao Sky Showcase.
O canal foi anunciado em 28 de julho de 2021 para substituir o Sky One, que estava no ar há quase 40 anos. Transmite a produção de entretenimento e drama anteriormente exibida no Sky One - a produção de comédia, em sua maior parte, transferida para a Sky Comedy.